# Марс (Аургазинский район)
Марс (баш. Марс) — деревня в Аургазинском районе Республики Башкортостан Российской Федерации. Входит в состав Новокальчировского сельсовета.
С 2005 современный статус.

## География

### Географическое положение
Расстояние до:
- районного центра (Толбазы): 10 км,
- центра сельсовета (Новый Кальчир): 4 км,
- ближайшей ж/д станции (Белое Озеро): 40 км.

## История
Название происходит по колхозу «Марс».
Статус деревня, сельского населённого пункта, посёлок получил согласно Закону Республики Башкортостан от 20 июля 2005 года N 211-з «О внесении изменений в административно-территориальное устройство Республики Башкортостан в связи с образованием, объединением, упразднением и изменением статуса населенных пунктов, переносом административных центров», ст.1:

6. Изменить статус следующих населенных пунктов, установив тип поселения — деревня:

5) в Аургазинском районе:…

я) поселка Марс Новокальчировского сельсовета

## Население
| 2002 | 2009 | 2010 |
| ---- | ---- | ---- |
| 41   | ↘36  | ↘33  |

Национальный состав
Согласно переписи 2002 года, преобладающие национальности — татары	(68 %) и башкиры (32 %).